# 廃兵院
廃兵院（はいへいいん）は、戦争または公務のために傷痍を受け、あるいは疾病にかかったことで、後遺症や後遺障害を抱えることとなった軍人に対して恩給を支給し、この功勲ある者を充分に待遇保護するために設けられた施設である。

## 日本
激しい地上戦が繰り広げられた日露戦争を通じて、数万人規模の負傷兵が帰還した。特に、身体機能の一部を失い、一般的な就労が叶わなくなった者の処遇は社会的な問題となった。政府は1906年（明治39年）4月7日、「廃兵院法」を公布して同年9月1日実施、フランスの廃兵院などに範を求めて整備に乗り出した。8月6日、廃兵院条例（勅令）公布。
初めは東京予備院渋谷分院の一部を廃兵院としたが、翌1907年（明治40年）2月1日には東京府豊多摩郡渋谷村大字下渋谷第二御料地内に移転した。1908年（明治41年）6月1日、北豊島郡巣鴨町（現在の巣鴨公園）に移転。この後、第一次世界大戦への参戦もあり、廃兵院は全国各地に作られるようになっていく。
1934年（昭和9年）には「傷兵院法」が成立し、廃兵院は「傷兵院」と改称され、日中戦争勃発後の1938年（昭和13年）に厚生省が設けられ、傷兵院は厚生省外局の傷兵保護院の所属となった。1938年4月18日、傷兵保護院官制が公布された（勅令）。
傷兵保護院は全国で25カ所の建設が計画され、同年12月3日には千葉県千城村に傷痍軍人千葉療養所が開所した。
その翌年1939年（昭和14年）には傷兵保護院は「軍事保護院」に改称された。1939年7月15日、軍事保護院官制が公布された（勅令）。傷兵院は第二次世界大戦を通じて運営されたが、戦後は国立病院・療養所へ引き継がれ、現在は国立病院機構の施設となっている。

### 収容基準と収容者の生活
収容基準は両眼を盲し、もしくは二肢以上を失う者、一肢を亡しまたは二肢の用を失う者、一眼を盲しまたは一肢の用を失う者ならびにこれ等に準じた傷痍者もしくは疾病者である。
収容者はそれぞれ1室を与えられ、日常の起居を拘束せず、医療を要するものにこれを加えた。また軽傷者の中から、希望によって絵画、盆栽、彫刻その他の手芸に従事させ、あるいは兵器廠や遊就館などに通勤させた。
収容者の家族のために愛国婦人会と提携し、廃兵院の他に家族舎69戸を設けた。面積は2万坪。なお、発足当初は貧困状態であることが入院条件であったが、1934年に傷兵院へ改組された後は貧困要件は廃止され、より重傷者の施設として機能するようになった。

## フランス
- オテル・デ・ザンヴァリッド

## イギリス
- グリニッジ病院 - 1869年に病院としては閉鎖されたが、運営母体は現在も傷痍軍人向け住宅や施設の運営・斡旋などを行っている。

## アメリカ
- アメリカ傷痍軍人会